# Matjaž Zupan
Matjaž Zupan (ur. 27 września 1968 w Kranju) – jugosłowiański, a później słoweński skoczek narciarski, reprezentant Jugosławii i Słowenii na arenie międzynarodowej, mistrz Słowenii i dwukrotny mistrz Jugosławii w skokach narciarskich; od 1996 trener skoków narciarskich, w latach 1999–2006 trener narodowej reprezentacji Słowenii w skokach narciarskich, w latach 2007–2008 trener czeskiej kadry B w skokach narciarskich, w latach 2008–2011 ponownie trener słoweńskiej kadry A, od 2011 do 2013 był trenerem reprezentacji Francji. Od 2014 do 2015 był głównym trenerem reprezentacji Rosji w skokach narciarskich. Od 2017 jest trenerem konsultantem Bułgarskiego skoczka Władimira Zografskiego.
W Pucharze Świata Zupan występował od 1986. Nigdy nie wygrał zawodów tej rangi. W 1987 zajął najwyższe w karierze miejsce w zawodach Pucharu Świata. Na skoczni w Planicy był drugi, przegrywając tylko z Ole Gunnarem Fidjestølem. Rok później w konkursie drużynowym na igrzyskach olimpijskich w Calgary zdobył srebrny medal.
W trakcie pełnienia funkcji trenera słoweńskiej kadry A do największych osiągnięć Zupana należą: mistrzostwo świata Roka Benkoviča w 2005, brązowy medal reprezentacji Słowenii w drużynowym konkursie na igrzyskach olimpijskich w Salt Lake City i na mistrzostwach świata w Oberstdorfie oraz trzecie miejsce Petera Žonty w Turnieju Czterech Skoczni w sezonie 2003/2004.

## Życie prywatne
Matjaž Zupan urodził się 27 września 1968 w Kranju. W 1999 ukończył kierunek wychowanie fizyczne na uniwersytecie w Lublanie. Mieszka w miejscowości Spodnje Duplje, nieopodal Kranja. Jest żonaty ze Špelo, z którą ma dwójkę dzieci – Nejo i Ožbeta. Dwa lata po zakończeniu kariery zawodniczej, w 1996 roku, Matjaž Zupan rozpoczął karierę trenerską. Od 2008 do 2011 roku był trenerem słoweńskiej kadry A.

## Kariera skoczka narciarskiego

### 1986/1987

#### Puchar Świata – 23. miejsce
W Pucharze Świata w skokach narciarskich zadebiutował 13 grudnia 1986 w Lake Placid. Zajął wówczas czternaste miejsce i zdobył pierwsze punkty w zawodach tej rangi. Kolejne występy Zupana miały miejsce w konkursach Turnieju Czterech Skoczni. W żadnym spośród tych konkursów nie zajął miejsca wśród piętnastu najlepszych zawodników, którzy zdobyli punkty Pucharu Świata. 8 marca na skoczni w Falun, Zupan zajął trzynastą pozycję. Sześć dni później na mamuciej skoczni w Planicy był jedenasty. 15 marca w kończącym sezon konkursie na tej samej skoczni zajął najwyższe w karierze miejsce w zawodach Pucharu Świata. Był drugi, przegrywając tylko z Ole Gunnarem Fidjestølem. Wówczas jedyny raz w karierze stanął na podium zawodów tej rangi. W klasyfikacji Pucharu Świata w sezonie 1986/1987 Zupan zajął 23. miejsce z dorobkiem 31 punktów.

##### Turniej Czterech Skoczni – 41. miejsce
W konkursach Turnieju Czterech Skoczni 1986/1987 zajmował dalekie miejsca, nie dające mu punktów do klasyfikacji Pucharu Świata. W pierwszych zawodach, 30 grudnia na skoczni w Oberstdorfie zajął 72. miejsce wśród 110 sklasyfikowanych skoczków. W noworocznym konkursie w Garmisch-Partenkirchen uplasował się na 43. miejscu. Trzy dni później w Innsbrucku był trzydziesty, a 6 stycznia w ostatnim z konkursów na skoczni w Bischofshofen sklasyfikowany został na 76. miejscu. Łącznie zgromadził 477,3 punktu i zajął 41. miejsce w klasyfikacji Turnieju Czterech Skoczni.

#### Mistrzostwa świata – 4. miejsce
W debiucie na mistrzostwach świata, 11 lutego 1987 w Oberstdorfie, zajął czwarte miejsce. Oddał skoki na 108,5 i 109 metrów. Przegrał z Andreasem Felderem, Vegardem Opaasem i Ernstem Vettori.

### 1987/1988

#### Puchar Świata – niesklasyfikowany
W sezonie 1987/1988 wystartował tylko w trzech konkursach Pucharu Świata. Były to konkursy zaliczane do klasyfikacji Turnieju Czterech Skoczni. Nie zdobył ani jednego punktu do klasyfikacji Pucharu Świata, przez co nie został w niej sklasyfikowany.

##### Turniej Czterech Skoczni – 99. miejsce
W pierwszym z konkursów Turnieju Czterech Skoczni, 30 grudnia w Oberstdorfie, zajął 110. miejsce. Tym samym wyprzedził tylko dwóch zawodników – Gerrita Konijnenberga z Holandii i Eddie Edwardsa z Wielkiej Brytanii. 1 stycznia w Garmisch-Partenkirchen sklasyfikowany został na 55. miejscu. Dwa dni później w Innsbrucku zajął 76. lokatę. W ostatnim z konkursów nie wystartował. Łącznie zdobył 182,2 punktu i zajął 99. miejsce.

#### Igrzyska olimpijskie – 2. miejsce
Podczas igrzysk olimpijskich w Calgary wystartował tylko w konkursie drużynowym. 13 lutego wraz z Primožem Ulagą, Matjažem Debelakiem i Miranem Tepešem zdobył srebrny medal. Reprezentacja Jugosławii przegrała wówczas tylko z Finlandią.

### 1988/1989

#### Puchar Świata – 33. miejsce
Pierwszy występ w Pucharze Świata w sezonie 1988/1989 zaliczył 10 grudnia na skoczni w Lake Placid. Zajął wówczas dziesiąte miejsce. Kolejne występy Zupana miały miejsce w trakcie Turnieju Czterech Skoczni. Wystartował we wszystkich czterech konkursach. Po zakończeniu Turnieju Czterech Skoczni, wystartował tylko w jednych zawodach Pucharu Świata – 19 marca w konkursie lotów na skoczni Čerťák w Harrachovie. Zupan został sklasyfikowany na piątej pozycji, tuż za Ole Gunnarem Fidjestølem, Mikiem Hollandem, Janem Boklövem i Jiřím Parmą. Był to jego najlepszy występ w sezonie 1988/1999. Zdobył łącznie 24 punkty, dzięki czemu zajął 33. miejsce w Pucharze Świata.

##### Turniej Czterech Skoczni – 42. miejsce
W pierwszym konkursie Turnieju Czterech Skoczni w sezonie 1988/1989, 30 grudnia w Oberstdorfie, Zupan zajął ostatnie punktowane, 15. miejsce. W noworocznym konkursie na skoczni K-107 w Garmisch-Partenkirchen sklasyfikowany został na dziesiątej pozycji. W pozostałych dwóch konkursach rozgrywanych w ramach Turnieju Czterech Skoczni zajmował odległe lokaty. 4 stycznia w Innsbrucku uplasował się na 87. miejscu, a dwa dni później w Bischofshofen był 49. W końcowej klasyfikacji Turnieju Czterech Skoczni zajął 42. pozycję.

### 1989/1990

#### Puchar Świata – niesklasyfikowany
Pierwszy występ skoczka w sezonie miał miejsce 16 grudnia w Sapporo. Zajął 44. miejsce. Nazajutrz na tej samej skoczni uplasował się na 56. miejscu. 12 stycznia na dużej skoczni w Harrachovie sklasyfikowany został na 67. pozycji. Pięć dni później na Wielkiej Krokwi w Zakopanem zajął najwyższe w sezonie, 37. miejsce. 11 lutego na skoczni w Engelbergu był 44. W pierwszym z konkursów na skoczni w Predazzo, 16 lutego zajął 38. miejsce, a dwa dni później uplasował się jedno miejsce niżej. 3 marca w zawodach na dużej skoczni w Lahti, Zupan zajął 58. miejsce. Następnego dnia na skoczni normalnej był 64. W kończących sezon konkursach na skoczni w Planicy – 24 i 25 marca, zajął 53. i 52. miejsce. W żadnym z konkursów Pucharu Świata w sezonie 1989/1990 nie zdobył punktów do klasyfikacji generalnej.

#### Mistrzostwa świata w lotach – 36. miejsce
W 1990 po raz pierwszy w karierze wystartował w mistrzostwach świata w lotach narciarskich. 25 lutego na skoczni w Vikersund zajął 36. miejsce.

### 1990/1991

#### Puchar Świata – niesklasyfikowany
Podobnie jak w sezonie 1989/1990, nie zdobył punktów Pucharu Świata w sezonie 1990/1991. W pierwszych dwóch występach, na początku grudnia w Lake Placid zajął 40. i 20. miejsce. 8 grudnia w Thunder Bay sklasyfikowany został na 61. pozycji, a dzień później był 30. W konkursach lotów na Kulm w Tauplitz – 23–24 lutego, reprezentant Jugosławii zajął 38. i 37. miejsce. W ostatnich dwóch konkursach, na mamuciej skoczni w Planicy był 42. i 43.

### 1991/1992

#### Puchar Świata – 37. miejsce
W sezonie 1991/1992 kilka razy zdobył punkty do klasyfikacji Pucharu Świata. Pierwszy występ w sezonie zaliczył 10 stycznia na normalnej skoczni w Predazzo, gdzie zajął 46. miejsce. Tydzień później w konkursie w Sankt Moritz uplasował się na ósmej, najwyższej w sezonie, pozycji. 19 stycznia w Engelbergu sklasyfikowany został na 15. miejscu. W konkursach lotów na mamuciej skoczni w Oberstdorfie, 25 i 26 stycznia, zajął odpowiednio 14. i 26. lokatę. W pierwszym konkursie po igrzyskach w Albertville, 29 lutego na normalnej skoczni w Lahti, Zupan był 28. Nazajutrz na skoczni dużej zajął 16. miejsce. 4 marca w Örnsköldsvik po raz ostatni w sezonie zdobył punkty Pucharu Świata, zajmując 12. pozycję. 8 marca w Trondheim był 15. Trzy dni później na tej samej skoczni uplasował się na 56. miejscu wśród 75 zawodników. W kończącym sezon konkursie na dużej skoczni w Planicy, 29 marca zajął 19. miejsce. W końcowej klasyfikacji Pucharu Świata sklasyfikowany został na 37. miejscu, ex aequo z Jensem Weißflogiem.

#### Igrzyska olimpijskie – 18. miejsce
W konkursie na normalnej skoczni w Courchevel, rozegranym w ramach igrzysk olimpijskich w Albertville zajął 18. miejsce. W pierwszej serii skoków uzyskał 82,5 metra, a w drugiej skoczył o pół metra dalej. W konkursie drużynowym wraz z innymi reprezentantami Słowenii zajął szóste miejsce wśród czternastu sklasyfikowanych państw.

### 1992/1993

#### Puchar Świata – 25. miejsce
W pierwszy występie w sezonie 1992/1993, 5 grudnia na skoczni w Falun zajął 18. miejsce. Dzień później na tej samej skoczni był 27. 13 grudnia na skoczni w Ruhpolding uplasował się na czternastym miejscu, tym samym zdobywając pierwsze w sezonie punkty do klasyfikacji Pucharu Świata. Sześć dni później na normalnej skoczni w Sapporo był 17. Najwyższe indywidualne miejsce Zupan zajął 20 grudnia na skoczni dużej w Sapporo. Był piąty ex aequo z Espenem Bredesenem, a tuż za Akirą Higashi, Wernerem Rathmayrem, Bjørnem Myrbakkenem i Steve’em Delaupem. W dwóch z konkursów Turnieju Czterech Skoczni zajął miejsca w pierwszej dziesiątce. Pozostałe zawody, zarówno te w ramach Turnieju Czterech Skoczni, jak i pozostałe zawodnik zakończył na miejscach nie kwalifikujących do finałowej serii. Łącznie zdobył 28 punktów i zajął 25. miejsce w końcowej klasyfikacji.

##### Turniej Czterech Skoczni – 27. miejsce
W pierwszym spośród konkursów Turnieju Czterech Skoczni 1992/1993, 30 grudnia 1992 w Oberstdorfie zajął dziesiąte miejsce. 1 stycznia 1993 w Garmisch-Partenkirchen był siódmy. Były to konkursy poza zawodami w Sapporo, gdzie Zupan zajmował miejsca w pierwszej dziesiątce. W trzecim z konkursów TCS, 3 stycznia na Bergisel zajął 35. miejsce. W kończącym Turniej konkursie w Bischofshofen nie wystartował. Łącznie zgromadził 555 punktów i zajął 27. lokatę.

### 1993/1994
W sezonie 1993/1994 jeden raz zakwalifikował się do drugiej serii konkursu. 15 stycznia w Libercu zajął 24. miejsce, dzięki czemu zdobył 7 punktów do klasyfikacji generalnej, co w rezultacie dało mu 80. miejsce w końcowej tabeli Pucharu Świata.
W pozostałych konkursach Zupan zajmował miejsca w czwartej lub piątej dziesiątce. Po zakończeniu sezonu 1993/1994 Zupan zakończył karierę skoczka narciarskiego.

### Zawody krajowe
Trzykrotnie został mistrzem swojego kraju w skokach narciarskich. W 1989 zdobył dwa złote medale podczas mistrzostw Jugosławii na skoczniach K-70 i K-90. Trzeci tytuł mistrza kraju zdobył w 1992 w konkursie o mistrzostwo Słowenii na skoczni K-90.

### Osiągnięcia

#### Igrzyska olimpijskie
| Miejsce | Dzień     | Rok  | Miejscowość | Konkurs                         | Wynik     | Strata     | Zwycięzca     |
| ------- | --------- | ---- | ----------- | ------------------------------- | --------- | ---------- | ------------- |
| 16.     | 14 lutego | 1988 | Calgary     | Skocznia normalna indywidualnie | 190,0 pkt | –39,1 pkt  | Matti Nykänen |
| 9.      | 23 lutego | 1988 | Calgary     | Skocznia duża indywidualnie     | 195,8 pkt | –28,2 pkt  | Matti Nykänen |
| 2.      | 24 lutego | 1988 | Calgary     | Skocznia duża drużynowo         | 625,5 pkt | –8,9 pkt   | Finlandia     |
| 18.     | 9 lutego  | 1992 | Albertville | Skocznia normalna indywidualnie | 197,3 pkt | –25,5 pkt  | Ernst Vettori |
| 6.      | 14 lutego | 1992 | Albertville | Skocznia duża drużynowo         | 543,3 pkt | –101,1 pkt | Finlandia     |
| 27.     | 17 lutego | 1992 | Albertville | Skocznia duża indywidualnie     | 154,0 pkt | –85,5 pkt  | Toni Nieminen |
| 33.     | 20 lutego | 1994 | Lillehammer | Skocznia duża indywidualnie     | 140,4 pkt | –134,1 pkt | Jens Weißflog |
| 9.      | 22 lutego | 1994 | Lillehammer | Skocznia duża drużynowo         | 739,4 pkt | –230,7 pkt | Niemcy        |

#### Mistrzostwa świata
| Miejsce | Dzień     | Rok  | Miejscowość | Konkurs                         | Wynik     | Strata     | Zwycięzca      |
| ------- | --------- | ---- | ----------- | ------------------------------- | --------- | ---------- | -------------- |
| 4.      | 15 lutego | 1987 | Oberstdorf  | Skocznia duża indywidualnie     | 206,0 pkt | –10,0 pkt  | Andreas Felder |
| 7.      | 17 lutego | 1987 | Oberstdorf  | Skocznia duża drużynowo         | 563,3 pkt | –70,8 pkt  | Finlandia      |
| 30.     | 20 lutego | 1987 | Oberstdorf  | Skocznia normalna indywidualnie | 195,7 pkt | –28,7 pkt  | Jiří Parma     |
| 36.     | 20 lutego | 1989 | Lahti       | Skocznia duża indywidualnie     | 150,5 pkt | –68,0 pkt  | Jari Puikkonen |
| 9.      | 22 lutego | 1989 | Lahti       | Skocznia duża drużynowo         | 531,5 pkt | –113,5 pkt | Finlandia      |
| 20.     | 26 lutego | 1989 | Lahti       | Skocznia normalna indywidualnie | 96,0 pkt  | –18,5 pkt  | Jens Weißflog  |
| 35.     | 21 lutego | 1993 | Falun       | Skocznia duża indywidualnie     | 121,5 pkt | –119,9 pkt | Espen Bredesen |
| 7.      | 23 lutego | 1993 | Falun       | Skocznia duża drużynowo         | 671,0 pkt | –150,5 pkt | Norwegia       |

#### Mistrzostwa świata w lotach
| Miejsce | Dzień     | Rok  | Miejscowość | Konkurs            | Wynik     | Strata     | Zwycięzca            |
| ------- | --------- | ---- | ----------- | ------------------ | --------- | ---------- | -------------------- |
| 10.     | 13 marca  | 1988 | Oberstdorf  | Loty indywidualnie | 333,5 pkt | –30,5 pkt  | Ole Gunnar Fidjestøl |
| 36.     | 25 lutego | 1990 | Vikersund   | Loty indywidualnie | 291,7 pkt | –66,0 pkt  | Dieter Thoma         |
| 27.     | 22 marca  | 1992 | Harrachov   | Loty indywidualnie | 259,5 pkt | –133,0 pkt | Noriaki Kasai        |
| 27.     | 20 marca  | 1994 | Planica     | Loty indywidualnie | 156,3 pkt | –195,0 pkt | Jaroslav Sakala      |

#### Puchar Świata

##### Miejsca w klasyfikacji generalnej
| Sezon     | Miejsce |
| --------- | ------- |
| 1986/1987 | 23.     |
| 1988/1989 | 33.     |
| 1991/1992 | 37.     |
| 1992/1993 | 25.     |
| 1993/1994 | 76.     |

##### Miejsca na podium chronologicznie
| Nr | Data          | Miejscowość | Skocznia  | Nota      | Pozycja | Strata   | Zwycięzca            |
| -- | ------------- | ----------- | --------- | --------- | ------- | -------- | -------------------- |
| 1. | 15 marca 1987 | Planica     | Velikanka | 182,0 pkt | 2.      | –4,0 pkt | Ole Gunnar Fidjestøl |

#### Puchar Świata w lotach

##### Miejsca w klasyfikacji generalnej
- sezon 1991/1992: 24.
- sezon 1993/1994: 28.

## Kariera trenerska

### Asystent słoweńskiej kadry A

#### 1996-1999
Karierę trenerską Matjaž Zupan rozpoczął w 1996 roku. Do 1999 roku był asystentem Heinza Kocha, trenera głównego słoweńskiej reprezentacji narodowej w skokach narciarskich. W 1999 roku objął funkcję trenera słoweńskiej kadry A.

### Trener słoweńskiej kadry A

#### 1999/2000
W pierwszym sezonie pod wodzą Zupana, w Pucharze Świata 1999/2000 najwyżej sklasyfikowanym ze Słoweńców został Peter Žonta. Zajął on 24. miejsce w końcowej klasyfikacji Pucharu Świata. Dwukrotnie zajął miejsca w czołowej dziesiątce konkursów tej rangi. Najlepsze miejsce w konkursie drużynowym, reprezentanci Słowenii zajęli 4 marca 2000 na skoczni w Lahti, gdzie w składzie: Damjan Fras, Peter Žonta, Rolando Kaligaro i Bine Norčič, uplasowali się na szóstej lokacie.

#### 2000/2001
W sezonie 2000/2001 najwyżej sklasyfikowanym z podopiecznych Matjaža Zupana był Jure Radelj, który zajął 19. miejsce w klasyfikacji Pucharu Świata. Trzykrotnie zajął miejsca w czołowej dziesiątce konkursów tej rangi. Poza Radeljem miejsca w czołowej dziesiątce konkursu Pucharu Świata zajmował Igor Medved. Pierwszy raz, 7 marca w Falun, gdzie był siódmy. Dwa dni później stanął na najniższym stopniu podium w Trondheim, a w kończącym sezon konkursie w Planicy był szósty. W drużynowych konkursach Pucharu Świata, kadra Zupana zawsze zajmowała miejsca wśród ośmiu najlepszych drużyn, które zdobywały punkty do klasyfikacji Pucharu Narodów. Dwukrotnie reprezentanci Słowenii zajęli czwarte miejsce (19 stycznia w Park City; 17 marca w Planicy) oraz raz piąte miejsce (21 lutego w Lahti). W końcowej klasyfikacji Pucharu Narodów kadra Matjaža Zupana zajęła siódme miejsce.

#### 2001/2002
W sezonie 2001/2002 skoczkowie słoweńskiej kadry A często kwalifikowali się do finałowych serii konkursowych. W konkursach Letniego Grand Prix na igelicie zajmowali miejsca w czołowej dziesiątce. Najwyżej sklasyfikowanym spośród podopiecznych Matjaža Zupana był Damjan Fras, który zajął szóste miejsce w końcowej klasyfikacji turnieju. Tuż za nim, na miejscu siódmym uplasował się Igor Medved. Jedynym Słoweńcem, który stanął na podium jednego z konkursów Grand Prix był natomiast Peter Žonta, który 9 września w Hakubie zajął trzecie miejsce.
W konkursach Pucharu Świata, Słoweńcy wielokrotnie zajmowali miejsca wśród dziesięciu najlepszych zawodników. Najwyżej sklasyfikowanym spośród skoczków Matjaža Zupana był Peter Žonta, jedyny Słoweniec w pierwszej piętnastce Pucharu Świata. Najwyższe miejsce, które zajął w sezonie 2001/2002 to miejsce czwarte w konkursie na skoczni w Sapporo. Kilka razy w czołowej dziesiątce zawodów Pucharu Świata znalazł się także Robert Kranjec, który jako jedyny reprezentant Słowenii stanął na podium Pucharu Świata w tym sezonie. Uczynił to 1 marca na skoczni w Lahti, gdzie zajął trzecią pozycję, przegrywając tylko z Martinem Schmittem i Adamem Małyszem. Miejsca w drugiej dziesiątce konkursów Pucharu Świata zajmował Primož Peterka, a w trzeciej Damjan Fras.
Niewątpliwie największym sukcesem trenerskim Matjaža Zupana w sezonie 2001/2002 było zdobycie przez reprezentantów Słowenii brązowego medalu w drużynowym konkursie na Zimowych Igrzyskach Olimpijskich w Salt Lake City. Słoweńcy wystąpili w składzie: Robert Kranjec, Damjan Fras, Primož Peterka i Peter Žonta.
Poza tym reprezentacja prowadzona przez Zupana zajęła drugie miejsce w drużynowym konkursie Pucharu Świata w Lahti, przegrywając jedynie z reprezentacją Finlandii. W pozostałych konkursach drużynowych Słoweńcy zajmowali miejsca piąte i szóste. W klasyfikacji Pucharu Narodów Słowenia zajęła piąte miejsce, bezpośrednio wyprzedzając reprezentację Polski.

#### 2002/2003
Sezon 2002/2003 dla kadry Słowenii pod wodzą Matjaža Zupana to głównie wysokie miejsca zajmowane przez Primoža Peterkę. Wygrał on pierwszy z konkursów Pucharu Świata – 29 listopada w Ruce. Nazajutrz na tej samej skoczni zajął trzecie miejsce, dzięki czemu utrzymał prowadzenie w klasyfikacji generalnej. W kolejnych konkursach zajmował niższe miejsca, w efekcie czego utracił pierwszą pozycję. W noworocznym konkursie w Garmisch-Partenkirchen ponownie wygrał.
Pozostali kadrowicze Matjaža Zupana zazwyczaj zajmowali miejsca w drugiej i trzeciej dziesiątce zawodów. Kilkukrotnie miejsca w czołowej dziesiątce zajmował Peter Žonta. Najwyższe miejsce zajął 8 grudnia w Trondheim, kiedy był siódmy.
W konkursach drużynowych Pucharu Świata, drużyna prowadzona przez Zupana dwukrotnie zajęła piąte lokaty – zarówno 8 marca w Oslo, jak i 21 marca w Planicy. W konkursie o mistrzostwo świata w Val di Fiemme, 23 lutego reprezentacja Słowenii uplasowała się na szóstym miejscu.
W drużynowej klasyfikacji Pucharu Świata Słowenia zajęła 5. miejsce z dorobkiem 2315 punktów.

#### 2003/2004
W kolejnym sezonie, skoczkowie kadry prowadzonej przez Zupana regularnie zajmowali punktowane miejsca w zawodach Pucharu Świata. Najwyżej sklasyfikowanym ze Słoweńców był Peter Žonta, który zajął dziesiąte miejsce w klasyfikacji końcowej. Dwukrotnie stanął na podium zawodów tej rangi – 4 stycznia w Innsbrucku wygrał, a dwa dni później w Bischofshofen był drugi. Drugim według kolejności skoczkiem słoweńskim był Rok Benkovič, który zajął 17. miejsce w klasyfikacji. W konkursach zajmował miejsca głównie w drugiej dziesiątce. Najwyższe z miejsc zajął 28 lutego w Salt Lake City, gdzie był piąty. Pozostali reprezentanci Słowenii zajmowali miejsca w drugiej lub trzeciej dziesiątce konkursów.
W drużynowych konkursach podopieczni Zupana trzykrotnie zakwalifikowali się do serii finałowej. Najwyższe z miejsc zajęli 9 sierpnia w Hinterzarten podczas konkursu Letniego Grand Prix na igelicie. Przegrali wówczas tylko z reprezentacjami: Austrii i Finlandii i stanęli na najniższym stopniu podium. W jednym z dwóch drużynowych konkursów Pucharu Świata w sezonie 2003/2004, 15 lutego w Willingen (Upland) skoczkowie ze Słowenii uplasowali się na piątej pozycji. Tydzień później w konkursie o mistrzostwo świata w lotach na Letalnicy, sklasyfikowani zostali na szóstym miejscu. W Lahti, 6 marca w drugim z konkursów PŚ skoczkowie słoweńskiej kadry A pod wodzą Zupana zajęli szóstą lokatę.

#### 2004/2005
W słoweńskiej kadrze A na sezon 2004/2005 znaleźli się: Peter Žonta, Rok Benkovič, Primož Peterka, Robert Kranjec, Damjan Fras, Jernej Damjan i Jure Bogataj. Asystentem Zupana był Goran Janus.
W pierwszej części sezonu, w zawodach Pucharu Świata występowali: Žonta, Benkovič, Peterka, Damjan i Kranjec. Tylko Damjan dwukrotnie zajął miejsca w pierwszej dziesiątce zawodów (10. w Trondheim i 7. w Oberstdorfie).
Na początku 2005 roku, po nieudanych dla reprezentantów Słowenii konkursach Turnieju Czterech Skoczni, dyrektor konkurencji nordyckich w Słoweńskim Związku Narciarskim, Primož Ulaga zdecydował się odwołać Zupana z funkcji trenera reprezentacji. Także asystent Zupana, Goran Janus został zwolniony. Funkcję trenera reprezentacji tymczasowo sprawowali trenerzy słoweńskiej kadry juniorskiej w dwuboju klasycznym – Luka Koprivšek i Peter Jošta. Jak się później okazało, Ulaga samowolnie podjął decyzję o zwolnieniu trenerów, bez konsultacji z pozostałymi działaczami SZS. Z tego powodu dzień po odwołaniu z funkcji trenera reprezentacji, Matjaž Zupan powrócił na to stanowisko. Przez tydzień od ogłoszenia tej informacji przez dyrektora Słoweńskiego Związku Narciarskiego, Jaro Kalana, funkcję trenera kadry A sprawowali Goran Janus oraz Jani Grilc.
Do końca stycznia sytuacja słoweńskich skoczków uległa nieznacznej poprawie. Jernej Damjan pięciokrotnie uplasował się w czołowej dziesiątce zawodów Pucharu Świata, w tym raz, 29 stycznia w Zakopanem na miejscu piątym. Pozostali podopieczni Zupana zajmowali miejsca nisko punktowane.
12 lutego, w próbie przedolimpijskiej na skoczni w Pragelato, na tydzień przed pierwszym konkursem o mistrzostwo świata, reprezentacja Słowenii w składzie: Peterka, Kranjec, Benkovič i Damjan uplasowała się na drugim miejscu w konkursie drużynowym, przegrywając tylko z reprezentantami Austrii. W konkursie indywidualnym dwóch Słoweńców (Benkovič i Damjan) zajęło miejsca w pierwszej piętnastce.
19 lutego, podczas pierwszego konkursu skoków w ramach Mistrzostw Świata w Narciarstwie Klasycznym 2005 w Oberstdorfie, złoty medal zdobył Rok Benkovič. Był to pierwszy w historii złoty medal mistrzostw świata dla reprezentacji Słowenii. Dzień później słoweńscy skoczkowie (w składzie: Peterka, Bogataj, Benkovič, Damjan) zdobyli brązowy medal w rywalizacji drużynowej. Brąz ten był drugim w historii medalem zdobytym przez reprezentantów Słowenii w konkursach drużynowych seniorów. W zawodach indywidualnych na skoczni dużej najwyżej sklasyfikowanym Słoweńcem ponownie był Benkovič, jednak tym razem zajął piąte miejsce. W ostatnim konkursie skoków na mistrzostwach, zawodach drużynowych na skoczni dużej reprezentacja Słowenii uplasowała się na czwartym miejscu.
5 marca w Lahti drużyna słoweńska zajęła piąte miejsce w rywalizacji drużynowej. W konkursach indywidualnych, zaliczanych do Turnieju Nordyckiego dwóch skoczków ze Słowenii zdołało wejść do pierwszej dziesiątki konkursów. Benkovič uczynił to czterokrotnie, z czego najlepszy występ odnotował w Oslo (czwarte miejsce) oraz jednokrotnie udało się to Damjanowi (7. miejsce w Lillehammer).
W pierwszym z dwóch konkursów, kończących sezon 2004/2005, na mamuciej skoczni w Planicy, w pierwszej dziesiątce znaleźli się Benkovič i Kranjec, a w ostatnich zawodach tylko Benkovič.

#### 2005/2006
W sezonie 2005/2006 podopieczni Zupana nie odegrali znaczącej roli w żadnym z konkursów najwyższej rangi. Podczas igrzysk olimpijskich 2006 w Turynie zajmowali miejsca pod koniec trzeciej dziesiątki bądź nie kwalifikowali się do serii finałowej, natomiast w konkursie drużynowym zajęli 10. miejsce.
W Pucharze Narodów Słowenia została sklasyfikowana na ósmym miejscu, a w indywidualnej klasyfikacji Pucharu Świata najwyżej sklasyfikowanym zawodnikiem Zuoana był Robert Kranjec, który zajął 16. miejsce. Wszystko to spowodowało, że Słoweński Związek Narciarski rozwiązał umowę z Zupanem, a 12 kwietnia 2006 roku, podczas posiedzenia związku, na którym wybierano nowego dyrektora sportowego i rozważano propozycje dotyczące nowego trenera Słowenii, zaproponowano, aby Zupan został trenerem słoweńskiej kadry młodzieżowej.
W marcu 2006 roku Matjaž Zupan był jednym z kandydatów na trenera reprezentacji Polski. Ostatecznie trenerem został Hannu Lepistö.
| Medal | Zawodnik     | Zawody                   | Rok  |
| ----- | ------------ | ------------------------ | ---- |
|       | Słowenia     | Igrzyska olimpijskie     | 2002 |
|       | Peter Žonta  | Turniej Czterech Skoczni | 2004 |
|       | Rok Benkovič | Mistrzostwa świata       | 2005 |
|       | Słowenia     | Mistrzostwa świata       | 2005 |

### Trener czeskiej kadry B

#### 2006/2007
W maju 2006 roku Czeski Związek Narciarski wybrał Matjaža Zupana na trenera czeskiej kadry B, składającej się z pięciu skoczków: Jan Mazoch, Lukáš Hlava, František Vaculík, Martin Cikl i Lukáš Kubáň. Ci zawodnicy występowali przede wszystkim w zawodach Pucharu Kontynentalnego.
Jan Mazoch za sprawą Zupana kilkukrotnie stanął na podium zawodów Pucharu Kontynentalnego, a 8 lipca 2006 w Velenje odniósł zwycięstwo. Dobre miejsca w Pucharze Kontynentalnym sprawiły, że został powołany do kadry na zawody Pucharu Świata w Zakopanem, gdzie zajął 15. miejsce. Konkurs zakończył się po pierwszej serii z powodu złych warunków atmosferycznych i przede wszystkim za sprawą groźnego upadku Jana Mazocha. Czech z poważnymi obrażeniami trafił do szpitala i nie wystartował do końca sezonu.
Lukáš Hlava pod okiem Matjaža Zupana zwyciężył 25 lutego 2007 w konkursie PK Oberhofie i w wyniku tego został wybrany do kadry czeskiej na konkursy Turnieju Nordyckiego. W konkursach tych nie odegrał znaczącej roli.
Starty pozostałych zawodników czeskiej kadry B w sezonie 2006/2007 kończyły się zazwyczaj poza pierwszą dziesiątką Pucharu Kontynentalnego.
Po zakończeniu zmagań na arenie międzynarodowej, w Harrachovie rozegrano Mistrzostwa Czech w skokach narciarskich. Podopieczny Matjaža Zupana, Martin Cikl zdobył tytuł wicemistrza swojego kraju, wyprzedzając sporą grupę zawodników, na co dzień występujących w kadrze A.

#### 2007/2008
W maju 2007 roku Czeski Związek Narciarski postanowił pozostawić Zupana na funkcji trenera kadry B. Wśród jego podopiecznych na zbliżający się sezon 2007/2008 znaleźli się: Lukáš Hlava, Čestmír Kožíšek, Lukáš Kubáň, Jiří Mazoch, Martin Plhal i Borek Sedlák. Podczas letnich zgrupowań kadry B z Zupanem i jego asystentem – Jakubem Jiroutkiem, pracował także Jakub Janda, skoczek czeskiej kadry A.
Skoczkowie prowadzonej przez Zupana kadry B startowali przede wszystkim w zawodach Pucharu Kontynentalnego i Pucharu FIS. Żaden ze skoczków nie zwyciężył w konkursach tej rangi. Najwyższe miejsca w zawodach Pucharu FIS zajął Martin Plhal, który był drugi w Einsiedeln i trzeci w Lauscha. W pozostałych konkursach plasował się zazwyczaj pod koniec stawki. Na podium konkursów Pucharu FIS stanął także Kožíšek, który w Harrachovie był trzeci. W pozostałych startach przeważnie zajmował miejsca w trzeciej i czwartej dziesiątce. Borek Sedlák kilka razy zdobył punkty do klasyfikacji Pucharu Świata. Reszta zawodników kadry Zupana nie osiągała żadnych znaczących rezultatów.

### Trener słoweńskiej kadry A

#### 2008/2009
W 2008 roku Słoweński Związek Narciarski odnowił umowę z Matjažem Zupanem dotyczącą pracy w charakterze trenera kadry A w skokach narciarskich. W powołanej przez Zupana kadrze na sezon 2008/2009 znalazło się siedmiu zawodników: Jernej Damjan, Matic Kramaršič, Robert Kranjec, Mitja Mežnar, Primož Pikl, Primož Roglič i Jurij Tepeš. Asystentem trenera Zupana został Igor Medved.
W pierwszym konkursie drużynowym w Pucharze Świata 2008/2009, reprezentacja Słowenii w składzie: Primož Peterka, Primož Pikl, Jernej Damjan i Robert Kranjec zajęła szóste miejsce. W konkursie na skoczni w Willingen (Upland) ekipa w podobnym składzie jak w pierwszym z konkursów (zamiast Pikla wystąpił Mitja Mežnar) została sklasyfikowana na dziewiątym miejscu i nie awansowała do serii finałowej. Tydzień później w Oberstdorfie drużyna słoweńska w zmienionym składzie (Primož Pikl, Robert Kranjec, Rok Urbanc, Robert Hrgota) uplasowała się na piątym miejscu. Konkurs drużynowy na Mistrzostwach Świata w Narciarstwie Klasycznym w Libercu Słowenia (Meznar, Damjan, Hrgota, Kranjec) zakończyła na siódmym miejscu. Najwyższe miejsce w konkursach drużynowych Słoweńcy zajęli 14 marca w Vikersund, gdzie przegrali tylko z reprezentacjami: Austrii, Finlandii i Norwegii.
Jedynym spośród słoweńskich skoczków, który w sezonie 2008/2009 kilkukrotnie zajął miejsce w pierwszej dziesiątce był Robert Kranjec. W ostatnim z konkursów Pucharu Świata, w Planicy stanął na najniższym stopniu podium. Poza Kranjcem, w czołowej dziesiątce indywidualnego konkursu uplasował się także Jernej Damjan. Miało to miejsce także w Planicy, gdzie był dziewiąty. W pozostałych konkursach zajmował miejsca nisko punktowane. Pozostali podopieczni Zupana z trudem zdobywali pojedyncze punkty Pucharu Świata.
Po słabych występach reprezentantów Słowenii w Turnieju Czterech Skoczni Matjaz Zupan podał się do dymisji. Przyczyną wypowiedzenia były słabe wyniki jego podopiecznych oraz negatywna atmosfera w zespole. Rezygnacja Zupana nie została przyjęta przez słoweńskiego dyrektora sportowego – Franciego Petka. Dzięki znacznie lepszym występom Słoweńców w drugiej części sezonu zimowego, Zupan postanowił nadal sprawować funkcję trenera reprezentacji.

#### 2009/2010
W sezonie 2009/2010 kadrę Słowenii nadal prowadził Zupan, a jego asystentem był Medved. W reprezentacji znalazło się siedmiu skoczków: Jernej Damjan (trening indywidualny z Ari-Pekką Nikkolą), Robert Kranjec, Robert Hrgota, Mitja Mežnar, Primož Pikl, Matic Kramaršič i Rok Urbanc.
Wśród podopiecznych Zupana najlepszy okazał się Kranjec, który trzykrotnie stanął na podium konkursów Pucharu Świata (dwukrotnie w Tauplitz i raz w Oberstdorfie), dzięki czemu zdobył Puchar Świata w lotach i został sklasyfikowany na 10. miejscu w klasyfikacji generalnej. Mežnar i Pikl, a także Damjan wielokrotnie zdobywali punkty Pucharu Świata.
Sezon 2009/2010 drużyna trenowana przez Zupana zakończyła na 7. miejscu w klasyfikacji Pucharu Narodów. Kadra słoweńska rozpoczęła sezon od dziewiątego miejsca w konkursie drużynowym w Ruce. W Oberstdorfie ekipa Zupana była piąta, a najlepsze miejsce osiągnęła 7 lutego w Willingen (Upland). Wówczas Słoweńcy w składzie: Matic Kramaršič, Jurij Tepeš (na co dzień startujący w kadrze B), Rok Urbanc i Robert Hrgota zajęli czwarte miejsce.

#### 2010/2011
Pod koniec maja 2010 Matjaž Zupan wybrał kadrę A, składającą się z siedmiu zawodników. Skoczkowie wybrani przez szkoleniowca to: Jernej Damjan (trening indywidualny poza kadrą), Robert Kranjec, Robert Hrgota, Peter Prevc, Mitja Mežnar, Matic Kramaršič oraz występujący dotychczas w zawodach juniorskich – Luka Leban.
Największym sukcesem w tym roku był brązowy medal w konkursie drużynowym mistrzostw świata na dużej skoczni.
Najwyżej sklasyfikowanym słoweńskim zawodnikiem w Pucharze Świata 2010/2011 był Robert Kranjec, który uplasował się na 18. pozycji w klasyfikacji generalnej. Kranjec stanął na podium w ostatnim konkursie sezonu – w Planicy, gdzie zajął drugie miejsce. Peter Prevc znalazł się na 22. miejscu w klasyfikacji, a Jurij Tepeš na 34. Reszta spośród Słoweńców uplasowała się poza pierwszą trzydziestką: Jernej Damjan (41. miejsce), Mitja Mežnar (57. miejsce), Tomaž Naglič (62. miejsce), Dejan Judež (67. miejsce), Primož Pikl (78. miejsce).
Kranjec znalazł się w pierwszej dziesiątce 59. Turnieju Czterech Skoczni.
Słowenia zajęła siódme miejsce w Pucharze Narodów. W konkursach drużynowych słoweńscy skoczkowie raz stanęli na podium (trzecie miejsce), raz zajęli piąte i szóste miejsca, a dwa razy sklasyfikowani zostali na siódmej pozycji.
Podczas konkursu indywidualnego na normalnej skoczni na Mistrzostwach Świata 2011 najlepszym ze Słoweńców był Peter Prevc (17. pozycja), reszta spośród nich znalazła się poza pierwszą trzydziestką. Na dużej skoczni do drugiej serii awansowali: Jernej Damjan (13. pozycja w konkursie), Jurij Tepeš (20. miejsce) i Robert Kranjec (23. miejsce).
Po zakończeniu sezonu Zupan zrezygnował z pełnienia funkcji trenera reprezentacji Słowenii. Odrzucił także propozycję Czeskiego Związku Narciarskiego, który zaproponował Słoweńcowi szkolenie czeskiej kadry młodzieżowej.
| Medal | Zawodnik       | Zawody                 | Rok  |
| ----- | -------------- | ---------------------- | ---- |
|       | Robert Kranjec | Puchar Świata w lotach | 2010 |
|       | Słowenia       | Mistrzostwa świata     | 2011 |

### Dalsza kariera
Zupan w latach 2011–2014 trenował reprezentację Francji. Od 2017 roku był trenerem reprezentacji Bułgarii. W 2022 roku został trenerem japońskiego klubu Tsuchiya.